# Chiesa di Sant'Agostino (Bergamo)
(Bergamo descritta 1720 Giovanni Battista Angelini)
La chiesa di Sant'Agostino si trova sulla via delle mura vicino alla omonima porta, nella parte più orientale dei colli di Bergamo, quasi estranea alla città, trovandosi in una posizione intermedia tra la parte alta e la parte bassa della stessa. Donato Calvi nel suo Effemeride sagro-profana di quanto di memorabile sia successo in Bergamo del 1670, colloca nel 1290 la data d'inizio alla costruzione del grande complesso. Dal 2015 è aula magna dell'Università degli Studi di Bergamo.

## Storia

### Gli eremiti di sant'Agostino (1270-1443) e la costruzione della chiesa

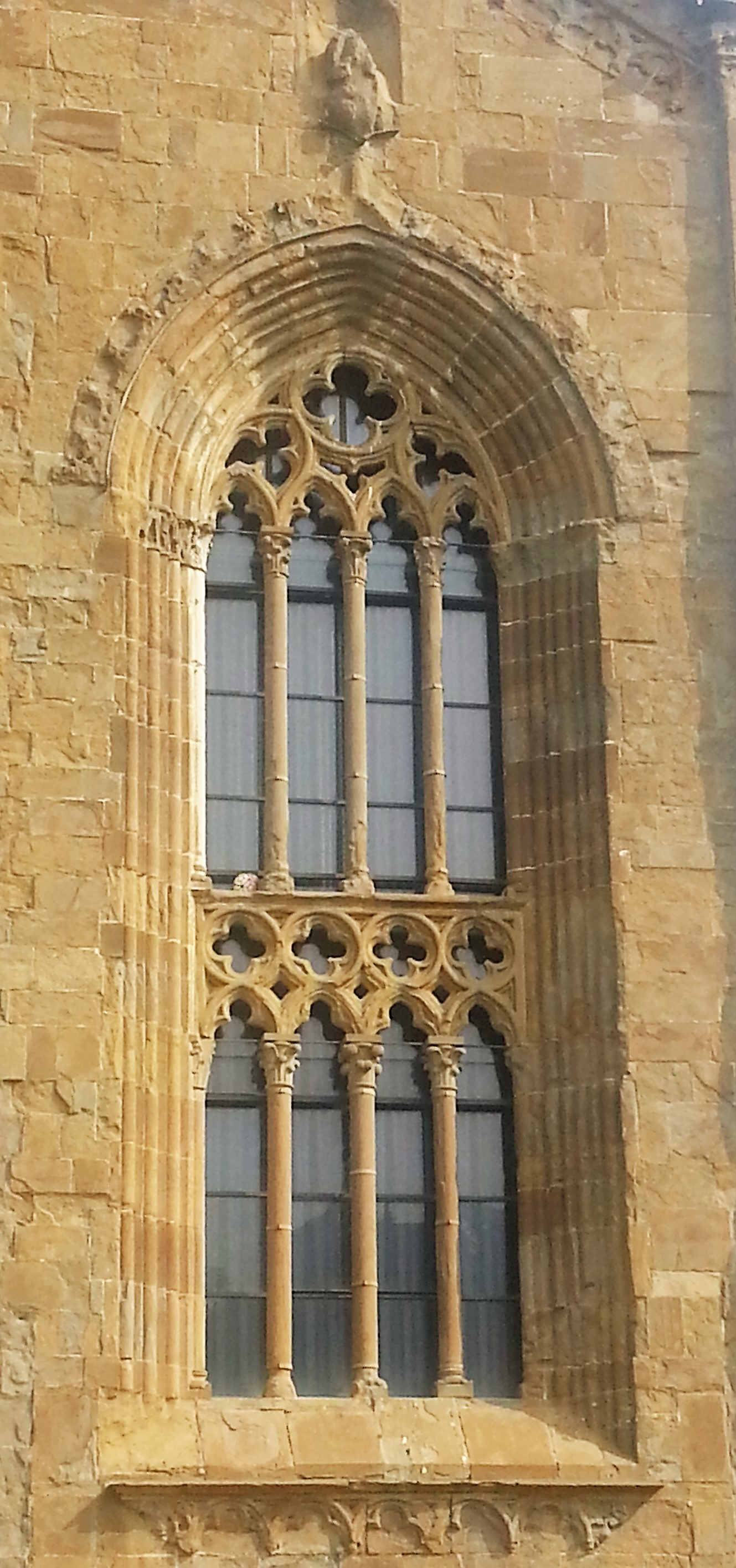
Una finestra con colonnine della facciata

La certezza di una preesistente chiesa a quella iniziata nel 1290, dedicata ai santi Filippo e Giacomo, 
(archivio della comunità agostiniana)
 è suffragata dai referti riemersi dagli scavi effettuati dal 2008 al 2010. Negli scavi sono state rinvenute tracce dell'edificio a pianta rettangolare, a navata unica, con una superficie di 40 m² edificato nel 1290. I muri perimetrali di cui si è trovata traccia, sono larghi 80 cm, e realizzati in pietre sbozzate. L'edificio sicuramente era a navata unica, mentre è difficile stabilire l'antica forma dell'abside.
La presenza di alcuni frati eremiti di sant'Agostino o giambonini - seguaci di Giovanni Bono - è possibile. Vi è infatti un atto del 1275 rogato nel burgo de Mugozone descritta come via nova que apelatur via de remitanis (poi via Pignolo), e un sedumen con fabbricati di proprietà di una comunità di frati probabilmente con una chiesa nella vicinia di Sant'Andrea. Un atto di donazione del 1076 disponeva che il 1º maggio di ogni anno, giorno dei santi Filippo e Giacomo, fosse distribuito pane a sessanta poveri della città. Questa devozione motiverebbe l'intitolazione della nuova chiesa, ma non certo la presenza di una preesistente.
Gli eremitani, quindi sono documentati a Bergamo dopo la seconda metà del XIII secolo. Ottennero dal vescovo Roberto Bonghi e dalla popolazione che abitava fuori dalle mura medioevali, di ricostruire la chiesa dell'XI secolo. C'era anche la volontà di riunire in un unico ordine eremiti di differenti comunità in un'unica locazione.
La chiesa fu intitolata ai santi Filippo e Giacomo con l'aggiunta di sant'Agostino d'Ippona, e fu consacrata l'11 febbraio 1347, dal vescovo Bernardo Bernardi. Secondo il Calvi, le dimensioni finali della chiesa, furono maggiori di quanto inizialmente si fosse progettato.

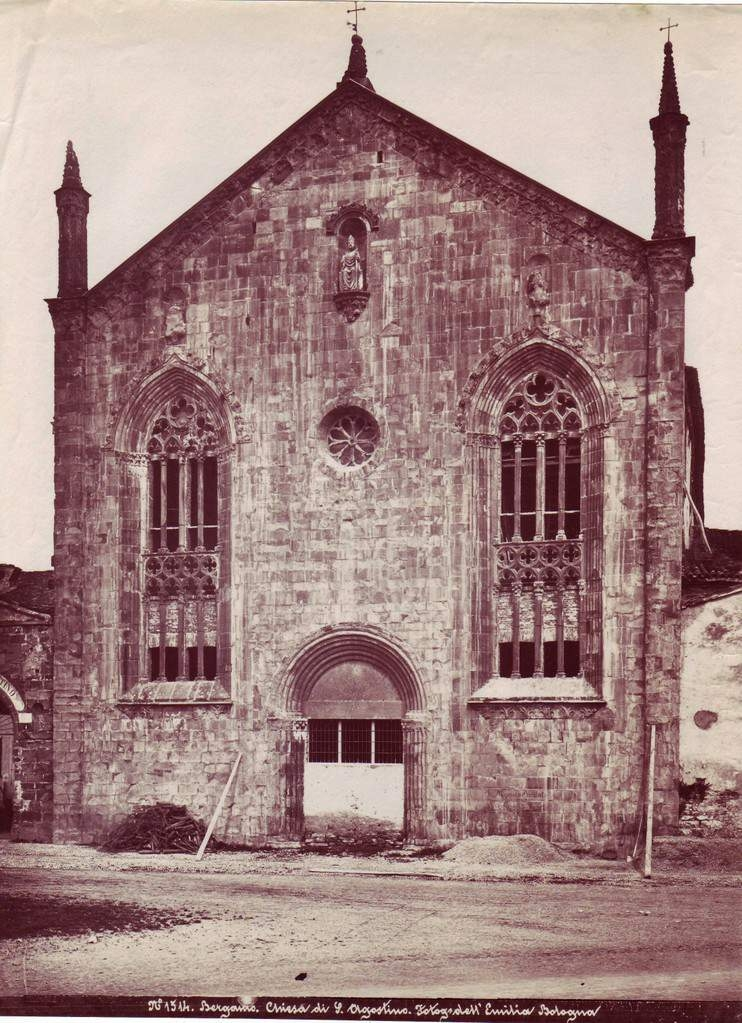
La facciata nel 1880

Si ha la certezza che la costruzione della chiesa fosse già terminata nel 1330, è infatti risalente al 1331 la costruzione del chiostro posto contro la parete nord della chiesa stessa e la sala capitolare, che risulta sicuramente ultimata nel 1341 come da un atto notarile del 29 novembre che cita: “«in capitulo novo fratrum heremitarum de Pergamo»”, mentre del 1333 la stesura di un testamento "in loco sagrestie ipsius monasterii" (nella sagrestia). Del 1336 il lascito testamentario di Cara Rivola, della nobile famiglia dei Rivola, che disponeva la sepolta davanti all'altare intitolato alle Undicimila Vergini. Contemporaneamente fu costruito il podiolo, o iconostasi, la parte rialzata che separava il presbiterio dell'aula ospitante i fedeli, che il Calvi cita come "haveva il choro in alta parte situato", sicuramente intendendo quello che era il poggiolo.
La chiesa e la vita dei frati, divennero una parte importante della città, tanto che nello statuto cittadino del 1391, fu stabilito un versamento di dieci lire imperiali ogni 7 dicembre per la chiesa, e il 27 agosto 1399 risulta fossero presenti 10.000 fedeli, tra questi anche il vescovo di Milano, ad ascoltare la predica del priore Giovanni da Romano.
Ai piedi dello scalone del palazzo della Ragione è posizionato il sarcofago di Giovanni Maria Suardi, che era stato inumato nella chiesa nel 1340, mentre quello di Guiscardo de' Lanzi, sepolto nel 1352, è andato perso. Non fu però poco lo stupore, negli scavi del 2008, la scoperta che fossero ben 150 i loculi sepolcrali presenti sotto la pavimentazione della chiesa.
L'atto di vendita del 17 giugno 1410 di alcuni edifici da parte degli eremitani per la ristrutturazione della chiesa e un lascito testamentario del medesimo anno di Zebedeo di Davide Maroni da Ponte per solum in rehedificatione seu reparatione vel costructione monasterij predicti, e altri lasciti, sono un evidente tentativo di ripresa.
Gli scontri tra le famiglie di Bergamo delle diverse fazioni guelfe e ghibelline sicuramente contribuì allo sfacelo del convento. L'incendio a seguito dell'attacco dei guelfi nel 1403 non portò però danni alla struttura della chiesa, stabat chiesa tamen illesa, stabat illesum dormitorii corpus, ma gravi deterioramento al convento, tanto che nel 1441 venne abbandonato, lasciando solo due frati. Nel 1443 il cenobio e la chiesa si trovavano in un grave stato di degrado, tanto che alcuni aneddoti raccontano come fra Benigno Peris, uno dei primi agostiniani arrivati a Bergamo, trovò la chiesa […] tanto dirocata e piena di spini che fin sotto l'altare maggiore si era una lupa co' suoi lupicini ricovrata.

#### Approfondimento
Durante i lavori di scavo e di ricerca del 2010-2014, si pensava di trovare risposte circa la forma originaria della chiesa, perché le raffigurazioni, una del XV secolo su un codice mantovano e un'altra su una tela anonima ripresa poi da Alvise Cima nel 1693, è raffigurata con le due parti laterali di altezza inferiore. Poteva essere ritenuta quindi a tre navate; sembra invece che queste rappresentazioni siano idealizzate, senza una conoscenza reale dei luoghi e che la chiesa fu edificata con una navata unica scandita da grandi archi. Anche la facciata fa parte della costruzione iniziale dell'aula. L'incendio del 1403 aveva rovinato solo il convento e non la chiesa, che quindi non richiese lavori di restauro.

### I frati osservanti (1443-1797)
Bergamo, e tutto il territorio bergamasco, nel 1428 passò sotto il Serenissima. Nel gennaio 1443 nel convento di Bergamo arrivarono da Crema i frati dell'Osservanza regolare di Lombardia: Agostino e Bartolomeo Cazzuli. "Osservanza regolare" significava ritornare o essere fedele alla regola originaria del santo. Il movimento era allora guidato da Giorgio da Cremona, Giovanni da Novara e Giovanni Rocco da Pavia. Erano presenti i due fratelli Cazzuli, Agostino e Bartolomeo da Genova, che nel 1443 erano appena professi. Agostino ebbe poi un ruolo importante nella Congregazione dell'Osservanza di Lombardia. 
(Donato Calvi - Memorie istoriche)

Fu avviato il culto a san Nicola da Tolentino, frate agostiniano del XIII secolo: a lui fu intitolato un altare, un ciclo di affreschi che ne raccontavano la vita, e fu fondata, nel 1502 una confraternita. L'intitolazione a sant'Agostino divenne lentamente la sola. 
Le famiglie aristocratiche e la nuova borghesia, arricchitesi con l'incremento dei commerci, ottennero il permesso di costruire cappelle private per seppellire i propri morti, quale esternazione di prestigio, dedicandole a un santo particolare, designato protettore di tutta la famiglia, in cambio di lasciti per i legati della messe a suffragio, che i frati garantivano quotidianamente. 
 La riparazione della chiesa e del convento, che fu la prima parte riedificata, avvenne grazie a frate Giovanni da Novara (1433-1455), che ottenendo il permesso di vendere alcune proprietà, diede inizio alla risistemazione.
Tra le spese ritenute prioritarie risultano quelle relative alla biblioteca, indicando quanto il priore ritenesse importante la cultura, cosa che caratterizzò questo convento anche successivamente. 
Architettonicamente le cappelle si presentano simili, segno che vi erano precise indicazioni e regole imposte dai religiosi. Durante il XV secolo furono costruite sette cappelle su ogni lato, alcune anche oltre il podiolo a indicare che i frati osservanti non volevano mantenere questa separazione tra i laici e gli ecclesiastici. Non vi è documentazione certa, ma un aneddoto racconta che Martin Lutero, durante il suo viaggio di ritorno da Roma, soggiornò presso il convento.

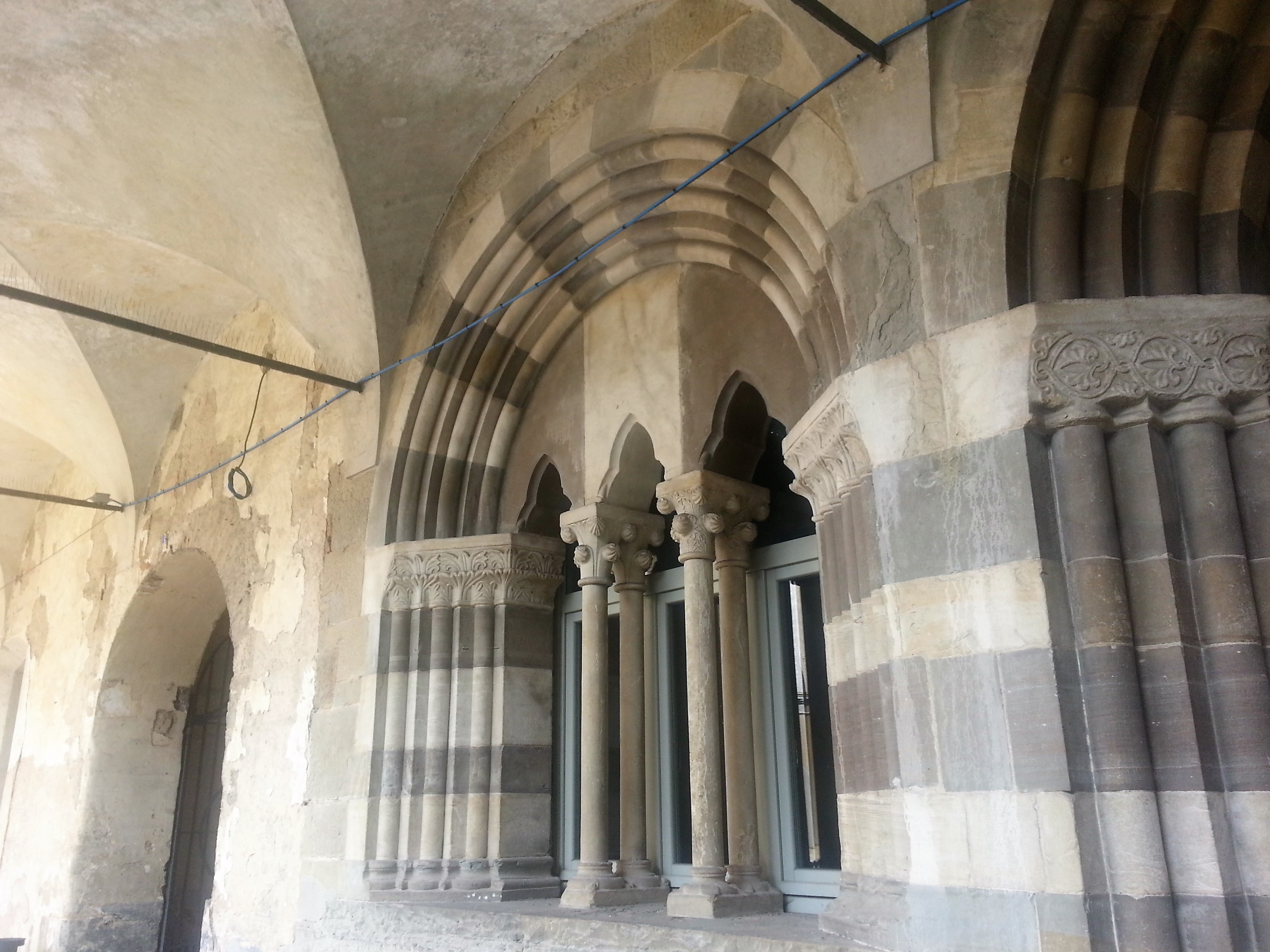
Trifora bicolore nel chiostro piccolo

Jacopo Filippo Foresti fu il frate incaricato della parte architettonica della chiesa. Riuscendo a ottenere molti contributi e lasciti dalla città e dalle famiglie, autorizzò la demolizione e ricostruzione della parete di sinistra per poter costruire le nuove cappelle; sono sue le firme dei contratti con le famiglie. Il Foresti autorizzò anche modifiche nel cenobio come la raffigurazione degli otto volti nel chiostro, nonché le tredici colonne in pietra, simili a quelle presenti sotto le celle del dormitorio. Tra i tanti lasciti testamentari, importante fu quello di Salvino Rivola che proprietario della cava di pietra a Castel Belfonte, che serviva il materiale per la costruzione del secondo chiostro, lasciò la cava al convento in cambio di una messa perpetua da recitare all'altare di san Nicola.
Il XVI secolo è quello che cambiò architettonicamente l'aspetto della chiesa: fu tolto il podiolo formato da un muro, facendo spostare le cappelle lateralmente. Nella relazione della visita di san Carlo Borromeo del 1575 non è infatti descritta questa separazione, solo un'inferriata divide il clero dai fedeli. Gli altari addossati al podiolo furono spostati nelle cappelle laterali, che vennero arricchite di affreschi, lesene e colonne.
Donato Calvi descrive l'interno della chiesa di Sant'Agostino così come era verso il 1670: "l'altar maggiore della chiesa spira maestà et decoro con una bellissima balaustrata di marmi mischi... All'altare di S. Orsola è una tavola dipinta da Andrea Previtali celebre pittore bergamasco nella quale si vede S. Orsola accompagnata dal numero delle sue vergini con arie di volti delicati, et vaghi panneggiamenti". Il barocco in questo secolo aveva trasformato quella che era l'antica chiesa gotica. Giovanni Battista Angelini nel suo poema Bergamo descritto fa una descrizione particolareggiata della chiesa alla fine della dominazione veneta e alle porte della Repubblica Cisalpina.

### La chiesa diventa caserma
La chiesa e il convento si salvarono dalla distruzione per la costruzione delle mura venete che vide l'abbattimento di ventiquattro chiese, ma i frati furono espropriati dai molti terreni che erano il loro sostentamento. Il declino del cenobio e dell'ordine degli agostiniani nella bergamasca, avvenne per conseguenza dell'editto veneziano del 15 ottobre 1752 che stabiliva la soppressione di ogni ordine religioso, contro il volere di papa Clemente XIII.

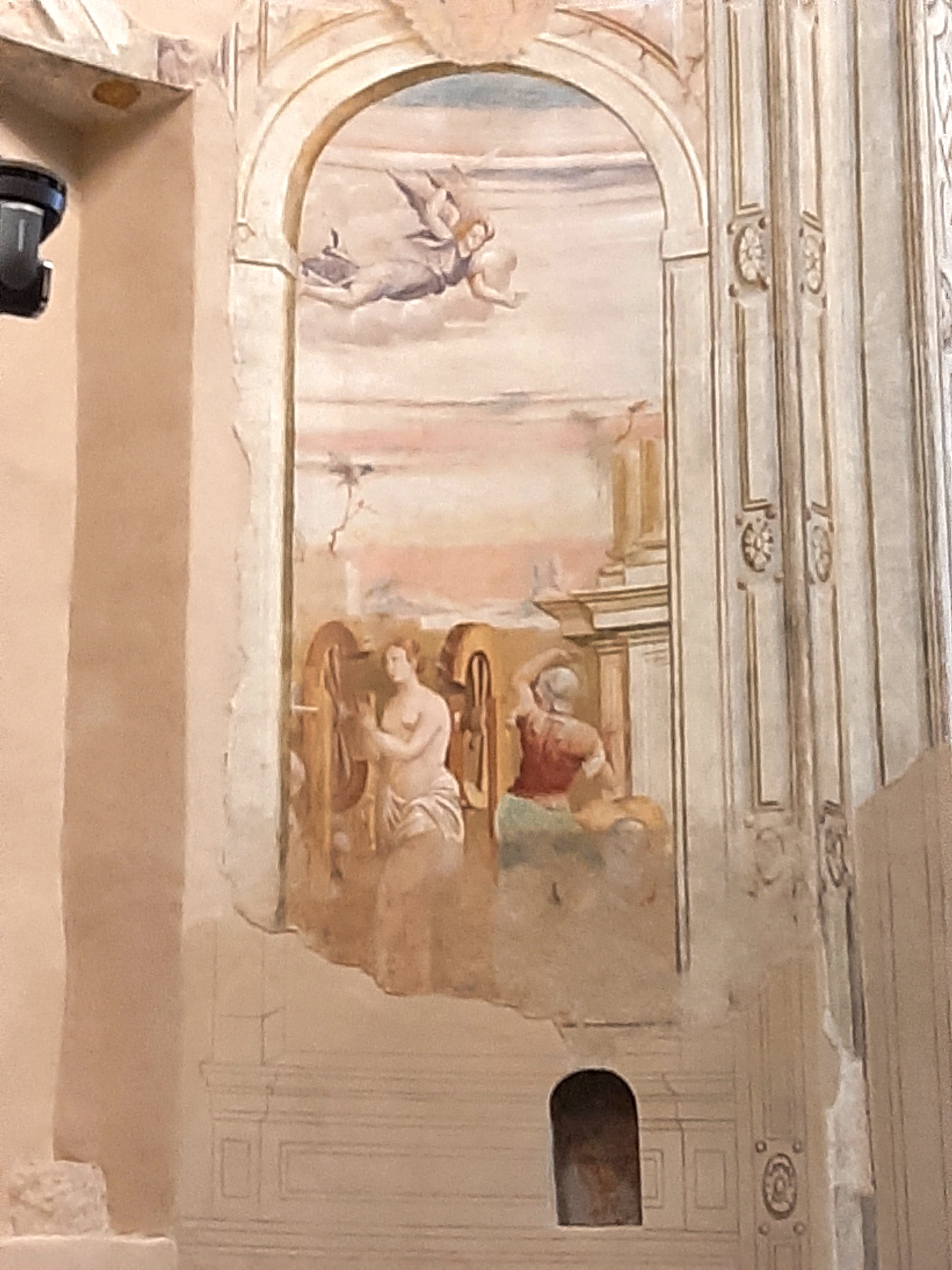
Affresco raffigurante santa Catrina d'Alessandria nella chiesa di Sant'Agostino poi Aula Magna

Il decreto fu reso esecutivo nel 1797 con l'arrivo di Napoleone Bonaparte e la proclamazione della Repubblica Cisalpina. La chiesa fu sequestrata e trasformata in caserma militare. Le famiglie cercarono di salvare gli arredi degli altari, che erano di loro proprietà, ma moltissimo andò perso. La chiesa nel 1827 era adibita a maneggio, e dalle Notizie patrie opera di Carlo Fachinetti in grandissimo degrado, così come testimoniano le fotografie della seconda metà dell'800.
Se fino allora piazza Vecchia era stato il luogo delle pubbliche esecuzioni, l'ex convento divenne una prigione, l'ex chiesa sede e magazzino della milizia e il grande prato della Fara posto di fronte, divenne il luogo delle decapitazioni con la ghigliottina. Rimane documentata quella di Pacì Paciana, brigante per cui si mischia un po' di storia con un poco di leggenda, al quale forse avevano già tagliato la testa dopo la cattura, ma che venne comunque esposto acefalo alla pubblica visione, con la testa ai piedi del patibolo.
Il Genio civile nel 1880 tenta un primo recupero della facciata, cercando di bloccarne il degrado. Nel 1881 l'amministrazione comunale, per creare un archivio, costruì all'interno della navata un soppalco accessibile da una scala che poggiava sulla seconda cappella laterale, danneggiandola ulteriormente. Fu il vescovo Adriano Bernareggi nel 1933 a fare un'istanza al capo del governo Benito Mussolini, per ottenere la cessione della chiesa e del complesso conventuale, alla diocesi, che si sarebbe accollata l'onere della ristrutturazione. Il desiderio del vescovo era di riaprire la chiesa al culto. La richiesta non venne accolta. Del cenobio si discusse nel Convegno nazionale di storia dell’architettura del 1949, venne mobilitata anche la Soprintendenza ai Monumenti della Lombardia, nella persona dell'ispettore onorario Luigi Angelini, che dichiarò l'immobile gravemente deteriorato: risultava che la sagrestia fosse ancora residenza di alcune famiglie di militari, e questo fino al 1955. Nel 1966 divenne di proprietà del comune di Bergamo. I primi lavori di restauro furono affidati a Sandro Angelini per la parte strutturale e a Mauro Pelliccioli il restauro degli affreschi.

### La chiesa diventa Aula Magna dell'Università
Solo nel 2001, i chiostri conventuali diventano campus umanistici dell'Università degli Studi di Bergamo con incontri di formazione scientifica, e nel 2014 viene intrapreso un grande lavoro di ristrutturazione, in collaborazione tra il comune di Bergamo e l'Università, con un rifacimento della pavimentazione, la formazione di impianti di riscaldamento e illuminazione, trasformando la grande navata della chiesa nell'aula magna universitaria.
Da allora la chiesa diventa sede della cerimonia di inaugurazione dell'anno accademico dell'Università, che nel 2016 ha visto presente, su invito del Magnifico rettore Remo Morzenti Pellegrini, il Presidente della repubblica Sergio Mattarella.

## Architettura

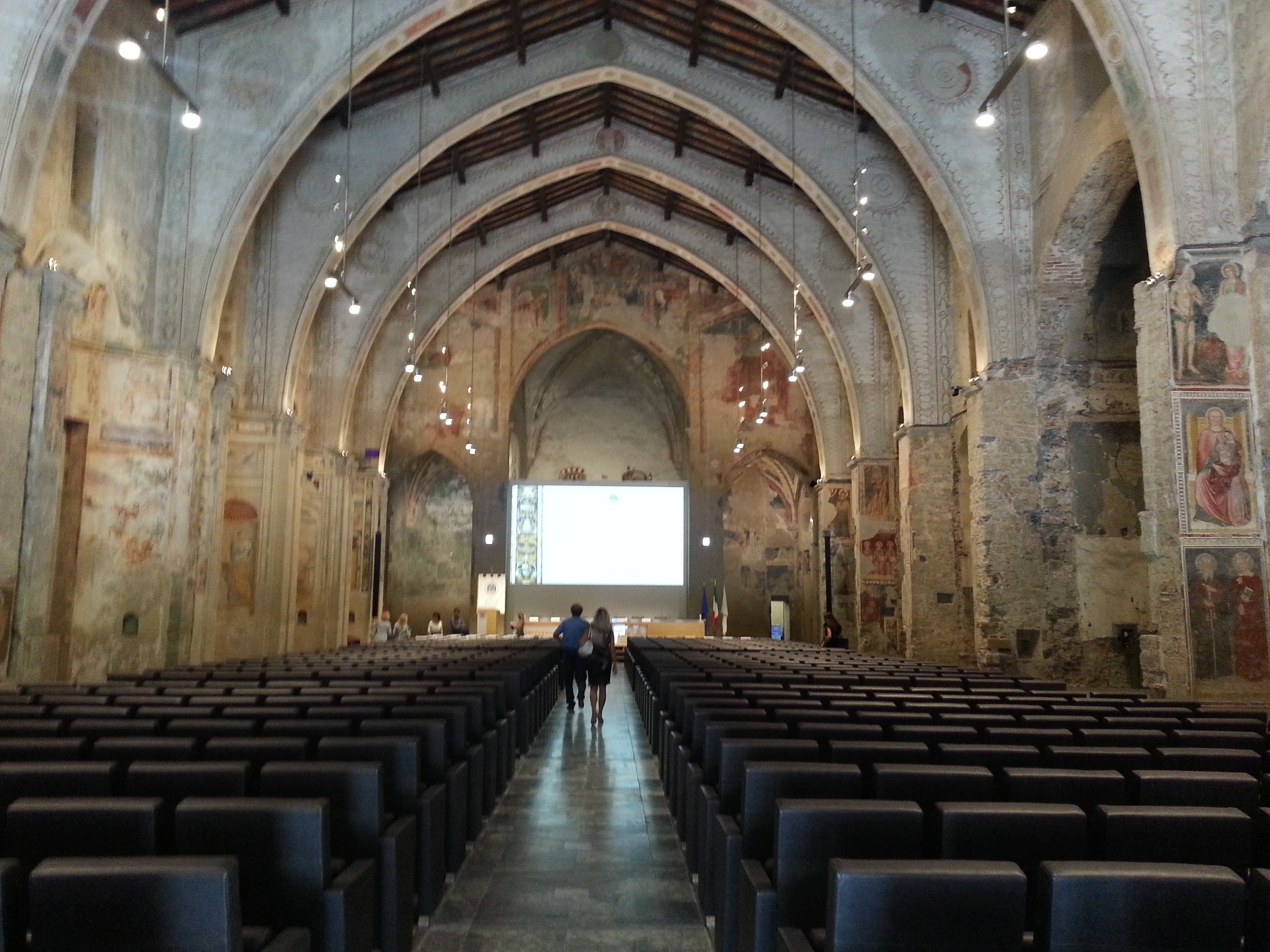
Aula Magna

Il complesso religioso, posto nella parte più a est dei colli di Bergamo, è composto dalla chiesa, dal convento e da due chiostri. Era originariamente separato dalla città da un foppone chiamato Vallone di Sant'Agostino riempito nel XX secolo diventando il piano chiamato Fara.

### Esterno
La facciata gotica con tetto a capanna, è strutturata con blocchi di arenaria squadrati e spianati a scalpello formando una superficie liscia che non richiese ulteriori decorazioni se non pochi elementi architettonici simmetrici: due lesene laterali che terminano con pinnacoli, uno ulteriore era presente anche nella parte centrale, ma fu distrutto da un fulmine il 14 agosto 1665 e mai ricostruito. Centrale l'ingresso con il portone ligneo non originale ma che conserva la profonda strombatura a tutto sesto in stile gotico nordico. Lateralmente vi sono due grandi finestre a sesto acuto, con loggiato e colonne; un rosone centrale e nella parte alta una piccola nicchia del fastigio con la statua marmorea di sant'Agostino, forse opera di Giovanni da Campione

### Interno
L'interno della chiesa a un'unica navata, copre una superficie di circa 1000 m² e termina con tre absidi quadrangolari, ha 15 cappelle laterali, sette archi trasversali a sesto acuto, ripartite in 4 ordini da travi longitudinali, sorreggono il tetto di legno completamente rivestito da 1632 tavelle dipinte a tempera nel '400 raffiguranti beati e angeli, fiori e figure allegoriche. Il soffitto fu terminato nel 1476 concomitante, probabilmente per motivi di impalcature, con l'affresco del grande arco frontale, di alcuni archi e della controfacciata.

La chiesa all'origine, aveva dopo la terza campata, un poggiolo con quattro altari che divideva la grande navata in due parti: la parte per i fedeli e quella riservata ai frati. Divisione che rimase fino al 1577, fu infatti rimossa dopo l'imposizione di Carlo Borromeo che riteneva fossero troppi i venti altari esistenti.
Il grande restauro conservativo del 2015 ha riportato alla luce affreschi riferibili alla chiesa medioevale, mentre nulla rimane del barocco settecentesco, danneggiato durante gli anni d'uso militare.

### Le cappelle
La demolizione del podiolo nel XVI secolo autorizzò le famiglie nobili di Bergamo a costruire cappelle laterali per la sepoltura dei famigliari, ognuna dedicata a un santo patrono. 

Nei lavori per la nuova pavimentazione è avvenuto il ritrovamento di ben 150 tombe. Alcune lapidi furono rimosse e posizionate nello scalone del Palazzo della Ragione nel 1881. I lavori di restauro hanno ridato luce ad alcuni ornamenti e con la documentazione degli archivi è possibile ricostruire la storia e committenza di alcune cappelle. La ricostruzione storica e artistica di questa che è stata la più grande chiesa di Bergamo e sicuramente quella con maggiore testimonianza di arte gotica è piuttosto complessa. I restauri del primo decennio del XXI secolo hanno dato la possibilità di confrontare la parte artistica con quella d'archivio, chiarendo alcune fonti che son diventate successivamente poco attendibili.
Partendo dalla parte sinistra rispetto all'ingresso, si trovano le cappelle:

#### Cappella di San Marco o di Ognissanti
La cappella fu costruita nel 1495 a spesa della famiglia Passi. Si conserva l'atto di Jacopo Filippo Foresti, che trascrive l'accordo del 16 febbraio 1495 fra la famiglia e mastro Berardino da Serina che si impegnava a costruire la cappella al prezzo di 170 lire. Gli affreschi furono affidati a Antonio figlio del più famoso Jacopino Scipioni che era probabilmente ammalato. L'attribuzione a san Marco è successiva al 1592, anno in cui venne distrutta una cappella esterna alla chiesa dedicata alla sua devozione. La volta fu affrescata da Troilo Lupi nel 1596 con l'immagine della Trinità, raffigurante il Padre, il Figlio con i simboli della passione, e lo Spirito Santo nella figura della colomba, affresco erroneamente attribuito a Lorenzo Lotto. Ancora ben visibile è lo stemma della famiglia Passi datata MDLXXXVI, e, sebbene mancante di tanta parte, è riconoscibile la raffigurazione di Maria Maddalena con le mani giunte in preghiera..

La cappella presenta anche un'immagine di santo frate con il saio agostiniano con in mano un libro dove è disegnata una stella e il sole dorato, il santo è poggiante su una colonna con a fianco di un crocefisso. Gli attributi identificano in Nicola da Tolentino, purtroppo l'affresco è frammentario e non di facile interpretazione.

#### Cappella di San Sebastiano, San Rocco e Santo Crocefisso
La cappella fu costruita nel 1486 su commissione della famiglia Vertova e fu usata anche come luogo di sepoltura: erano presenti le tombe di Martino Vertova e della moglie Agnese Grumelli deceduti in data precedente il 1489. Fu dipinta solo nel 1556. Il crocifisso con la Madonna e san Giovanni sulla parete centrale è appena visibile, forse fu oggetto di strappo male riuscito nell'Ottocento. È in buono stato di conservazione l'affresco di san Sebastiano, e di un santo soldato di cui è difficile l'identificazione essendo persa la parte degli attributi, probabilmente opere del 1707 di Luca Bernardo Sanzi, sono visibili resti dell'affresco dell'albero della scienza.

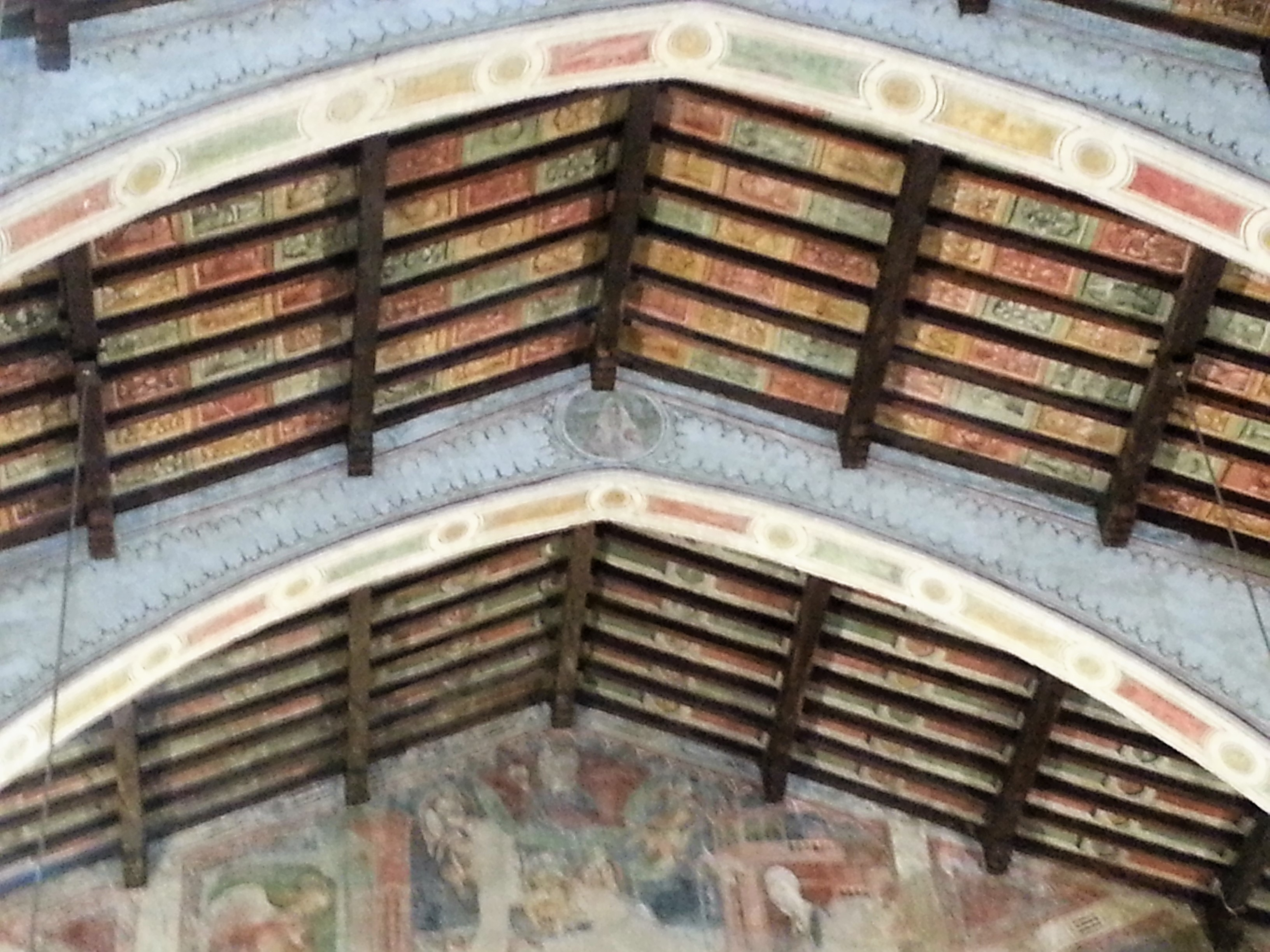
Soffitto della navata

#### Cappella di Sant'Alò (Sant'Eligio) e San Gerolamo
La cappella fu commissionata dai signori di Comenduno che abitavano la vicinia di Sant'Alessandro dalla croce. Fu dipinta nel 1525 e versa in pessime condizioni: l'affresco che raffigurava sant'Alò, patrono dei fabbri e dei maniscalchi, con i santi Bonaventura e Antonio non è più identificabile, ma viene attribuito a Vincenzo Foppa o a Bernardo Zenale. Delle tre scene della cappella rimane visibile parzialmente, solo la disputa di un Agostiniano.

#### Cappella dell'Assunzione di Maria Vergine e di San Giorgio
Il quadro dell'Assunta centrale alla cappella non è più visibile, rimane molto danneggiata la scena raffigura san Giorgio a cavallo che sconfigge il drago, che fu già oggetto di restauro nel 1960. Nella parete laterale è rappresentata la scena di san Michele, con la corazza da soldato, che dall'alto delle nuvole scaccia il diavolo in fuga.

#### Cappella di San Giuliano
La cappella fu inizialmente dedicata a santa Lucia, successivamente ai santi Luca, Simone e Barbara, di cui sono ben visibili le raffigurazioni. La famiglia Maffeis, già dal 1513, vi officiava messe per Bernardino e Domenichino de Caversenio. Nel 1663 la cappella fu assegnata alla Scuola degli Osteri, ai quali fu concesso la raffigurazione di san Giuliano, loro santo patrono.
La cappella ha lo stemma della famiglia Da Ponte, eredi diretti dei Colleoni. Nel catino absidale è visibile la parte inferiore dell'affresco della Resurrezione, raffigurante la tomba del Cristo a forma tondeggiante, un soldato addormentato, e il Risorto di cui sono visibili i soli piedi con i fori dei chiodi.

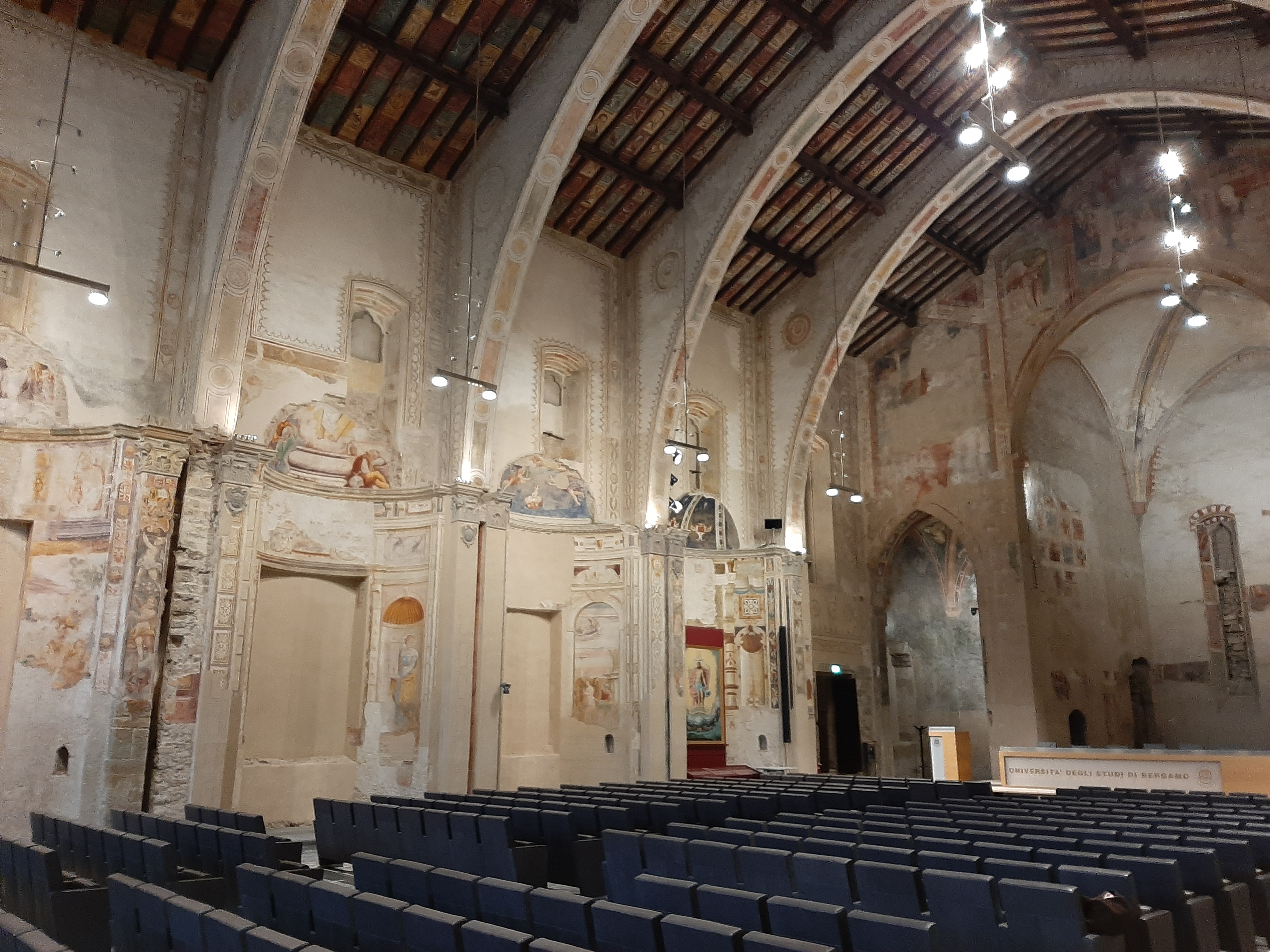
Particolare affreschi aula magna con traccia dell'antico muro che divideva l'aula in due sezioni, una dedicata ai fedeli e l'altra agli agostiniani

#### Cappella del Santo Sposalizio di Santa Caterina
La cappella fu costruita per volere di Bartolomeo Albricci figlio di Arigino fu Antonio olim Gataldino, medico e famigliare di Bartolomeo Colleoni che chiese di esservi tumulato e con l'intitolazione a santa Caterina d'Alessandria. Il Bartolomeo aveva dettato un testamento il 12 giugno 1493 dove indicava che il valore di un quarto dei suoi beni, fosse destinato al monastero e i tre quarti ai fratelli Antonio, Gaitaldo e Baldassarre, con l'obbligo che il monastero gli edificasse una cappella intitolata a santa Caterina e che vi venisse ufficiata una messa quotidiana a suffragio. Nel 1669 Pietro Albricci, frate del convento ma erede del Bartolomeo, intraprese una causa con il cenobio stesso per recuperare parte dell'eredità. La causa, che ebbe una lunga durata nel tempo, ha lasciato una ricca documentazione. I frati eseguirono le disposizioni testamentarie edificando la cappella nel 1494. Gli affreschi eseguiti da Francesco deli Jorcij nel 1501 ora non sono più visibili. Era ornata da una pala di Francesco Salmeggia del XVII secolo, raffigurante le nozze mistiche della santa. Sulla parete di destra vi è l'affresco Martirio di santa Caterina d'Alessandria con la ruota, mentre la parete di sinistra quello della Decapitazione di santa Caterina e nella calotta dell'abside la santa nella gloria dei cieli. Lo stemma della famiglia Albricci raffigurante il castello con i merli alla guelfa è in buono stato di conservazione.

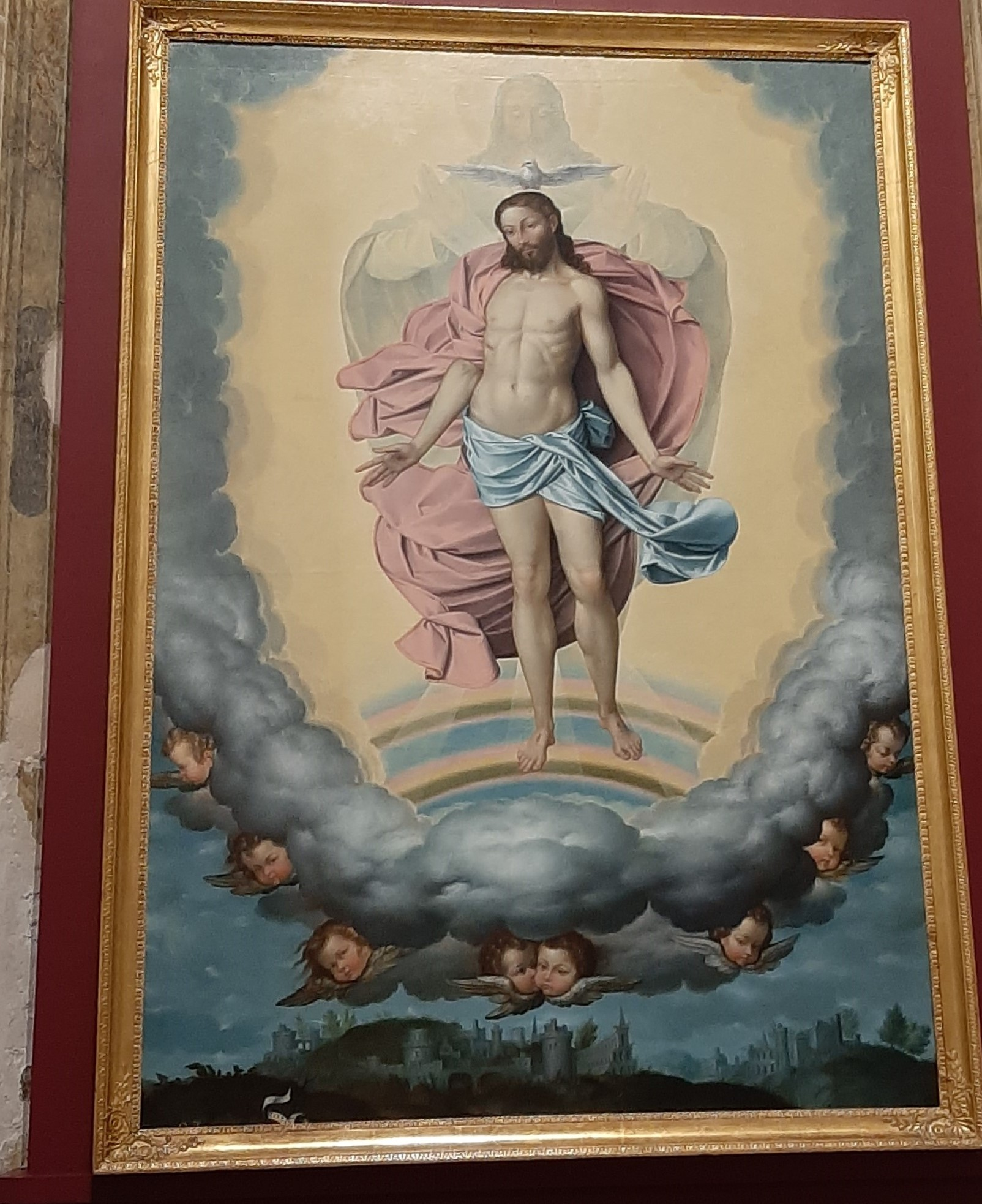
Trinità Giovanni Paolo Lolmo

#### Cappella della Santissima Trinità
La cappella faceva parte di quelle quattro poste sotto il podiolo e riedificate nel 1577. Originariamente godeva del giuspatronato dei Vegis, fu edificata nel 1507 con un lascito di Giovanni fu Ambrogio Vegis, rogato il 20 gennaio 1467. Un ulteriore testamento del 27 novembre 1521 di Albertino fu Zinino de Vegis, indicava la celebrazione perpetua di una messa in capella illorum de Vegis. La pala principale di Gian Paolo Lolmo raffigurante la Trinità, è stata riposizionata nella sua sede originaria nel 2016, per almeno cinque anni (potrebbe poi tornare all'Accademia Carrara), mentre le pareti furono affrescate da Triolo Lupi nel 1582. Quasi tutti gli arredi della cappella sono andati dispersi, restano gli stemmi della famiglia, anche se le sepolture vennero trasferite nel chiostro.
Nella parete centrale le absidi:

#### Abside A laterale a sinistra cappella della Trasfigurazione
La cappella è la prima che si trova uscendo dalla sagrestia, presenta numerosi affreschi. 
Tra le più antiche della chiesa, fu dedicata a santa Monica. Parte degli affreschi trecenteschi venne strappata nel 1881 trovando locazione in abitazioni private. Apparteneva alla famiglia Bonelli, ancora visibile l'epigrafe CAPPELLA DOMINORUM GALEAZ ET PETRI FRATRUM DE BONELLIS ET SUCCESSORUM ET DOMINARUM EORUM ET ETRIUSQUE SEXUS DESCENDENTIUM AD EIS ANNO DOMINI MCCCXXVI INDICTIONE NONA FACTA FUIT.
Sulle pareti a est e a nord vi sono rappresentate dieci scene della vita di sant'Onofrio, potrebbero questi essere gli affreschi più antichi, risalenti al periodo in cui il convento era dei frati eremiti di sant'Agostino. Nel sottarco di destra è raffigurato l'Agnus Dei, tra i quattro riquadri è il solo riconoscibile.

#### Abside B presbiterio e coro
Il 10 maggio 1449 fu registrato un atto relativo il lascito di un prato (forse in Grassobbio) da domina Bianca al convento, se ne ignora il cognome, fu donato per la realizzazione di un polittico per il coro della chiesa che il Calvi descrive come ricchissimo di oro e ornamenti, forse realizzato da Andrea de Bembis da Cremona, artista che risultava presente nella pittura degli affreschi. Per la realizzazione del polittico, fu venduta anche una proprietà del convento. Alcune parti del polittico furono rimosse per potervi porre il tabernacolo. L'opera fu distrutta nel 1766, con altri lavori che erano considerati anticaglie.
La descrizione porterebbe affinità tra questa e l'ancona presente nella chiesa di Sant'Agostino di Cremona affrescata da Bonifacio Bembo con il contributo di Bianca Maria Visconti e Francesco Sforza, inoltre al Capitolo del 1449 della chiesa di Sant'Agostino, era presente fra' Gabriele Sforza, fratello di Francesco, difficile che la Bianca, di cui non si conosce il cognome sia la medesima.

#### Abside C laterale destra di San Nicola di Tolentino
La cappella presenta affreschi raffiguranti sant'Onofrio eremita che in un paesaggio deserto è completamente nudo appoggiato a un bastone. Il santo indica un punto che non è identificabile a causa dello stato di degrado della parete. L'affresco, diviso in dieci scene su quattro riquadri, doveva raccontare l'incontro del santo con l'abate Pafnuzio. Ancora visibili sono le foglie dorate che formavano le aureole dei santi. La studiosa e storica dell'arte Stella Malaton dopo un attento studio definisce l'autore un "lombardo di larga formazione culturale, risalente ai più nobili esempi di giottismo giustesco" e aggiunge che "le figure villose degli anacoreti sono familiari all'arte milanese verso la fine del secolo nelle sculture del Duomo e nei libri di disegno tardogotici, fra i quali è facile ricordare il taccuino di Giovannino de' Grassi.
Sulla parete sud sono visibili due frammenti di una Ultima Cena, l'affresco più antico ritrovato sinora in questa chiesa, risalente alla fine del XIII secolo, attribuito al Maestro di san Giovanni in Conca..
Sulla parete di destra le cappelle:

#### Cappella di San Giovanni Battista
Il 23 settembre 1500 Guglielmo Rota detto Rossetto della famiglia Zambelli dei Guarinoni di Rota Imagna di professione sarto, stipulò un contratto con Giovanni Fantoni da Rosciano per la fornitura di pietre per l'edificazione di una nuova cappella. L'incarico conteneva precise disposizioni sugli arredi. La lastra sepolcrale con lo stemma dei Rota è conservata sullo scalone del Palazzo del Podestà. Fu ristrutturata nel 1686 a opera della famiglia Vacis e dedicata a san Giuseppe, sull'altare era posto un quadro di Francesco Salmeggia detto il Talpino. Visibile è l'affresco Vir dolorum, il Cristo morto e risorto in piedi nell'avello della seconda metà del XIV secolo e un sant'Agostino in piedi attribuito al Maestro degli Anacoreti.

#### Cappella di San Nicola da Tolentino
La cappella forse più antica della chiesa, risulta infatti presente nel 1475 con un lascito di 50 imperiali per i suoi arredi da Pezzolo fu Antonio Rivola, lascito che poi continuò con la vedova. Il 10 settembre 1502 vi si istituì la Scuola di san Nicola. Fu affrescata da Pietro Baschenis che firmò Petrus Baschenis fecit. Si trovano le raffigurazioni di sant'Onofrio, una Madonna con Bambino, santa Caterina d'Alessandria, sant'Agostino con un libro in mano, san Bernardo da Chiaravalle, e una santa monaca. Di particolare interesse la raffigurazione della Trinità con tre uomini identici che siedono affiancati, uguale è la postura, e l'abbigliamento, siedono su un grande trono, entrambi tengono in mano un libro aperto, mentre alzano la mano destra con le tre dite alzate, opera del maestro dell'Albero della Vita. I tre personaggi, che hanno il volto di Cristo, vogliono raffigurare anche i tre ospiti di Abramo che gli prometterebbero la maternità di Sara. Se nel X secolo era proibita la raffigurazione dello Spirito Santo, questo modo di raffigurare la Trinità fu definitivamente abolito da papa Benedetto XIV nel 1745 perché non conforme alla dottrina.

#### Cappella della Madonna del Buon Consiglio
La cappella, originariamente dedicata a santa Caterina, fu ricostruita nel 1501 dalla famiglia Zonca, che ne mantenne l'intitolazione. Battistino Zonca, mercante di panni di lana, abitante la vicinia di san Michele al Pozzo Bianco, aveva sposato la figlia di Laterio Suardi, che era imparentata anche con la nobile famiglia Rivola, acquistando prestigio in città. Il contratto per la costruzione della cappella fu redatto il 9 luglio 1501 con il tagliapietre Bonadio de la Ranga. La cappella è di forma semicircolare con le pareti interne scandite da lesene, aveva lastre funerarie dove era inciso lo stemma della famiglia. Nel 1659 venne dedicata a san Tommaso e nel XVIII secolo alla Madonna del Buon Consiglio, titolo che venne trasferito alla chiesa di San Michele al Pozzo Bianco, dopo la soppressione del convento. Degli affreschi è rimasto solo la parte di un angelo.

#### Cappella di Sant'Orsola e della Beata Vergine della Cintura
Fra' Giovanni da Novara fondò nella città la Scuola di Sant'Orsola, frequentata da molte cittadine. La cappella era luogo di comune sepoltura delle aderenti alla scuola. Un reliquiario argentato realizzato da frate Enrico da Aquisgrana, conservava il teschio della santa. 
Il primo documento che nomina la cappella fu rogato il 10 novembre 1444, come lascito testamentario di Giovanni quondam Belfanto de Zuchinis, il quale lasciava 200 lire imperiali per [...] unam capellam ad forman sepulcri et iuxta modellum de ea factum per Andream de Ziliolis architectum. Il capitolo della chiesa riunitosi il 18 ottobre 1489 ricevette il lascito direttamente dalla vedova Mariola, a questo capitolo era presenta il frate Ambrogio Calepio. Nel 1512 fra Giacomo Filippo Foresti commissionò ad Andrea Previtali la pala di Sant'Orsola e le diecimila vergini, conservata in Accademia Carrara.
La cappella è ora disadorna dagli stucchi che la ornavano e di cui rimane documentazione.

#### Cappella dell'Annunciata
Non si conosce la data esatta di costruzione della cappella - architettonicamente la meglio conservata - che è compresa tra il 1452 e il 1469. Fu costruita per volontà del conte Nicolino dei conti di Calepio, obbedendo al testamento del padre, il conte Trussardo genitore anche di Ambrogio Calepio, che chiedeva di essere sepolto nella chiesa di Sant'Agostino. Nella nicchia della parete di destra vi è l'affresco Vir dolorum, il Cristo Risorto in piedi nell'avello con i simboli della passione, affresco eseguito con il metodo dello spolvero attraverso il riporto da cartone, ancora visibile alcuni punti a carbone nei volti. Sul fianco del pilastro destro, una bellissima Metterza con sant'Anna in trono, che tiene tra le braccia la Madonna, la quale regge e allatta Gesù Bambino in fasce, schema iconografico presente nel XIII secolo lombardo. Sul pilastro a ovest è raffigurato sant'Agostino in atto di benedire, vestito dagli abiti liturgici delle celebrazioni, ma che lascia intravedere il saio nero dell'ordine agostiniano. Sono presenti anche le raffigurazioni di sant'Onofrio eremita, sant'Antonio abate con il bastone a forma di tau e una cordicella dalla quale pende una campanella, simboli iconografici del santo, un personaggio scalzo, e uno dalle ricche vesti, entrambi di difficile identificazione. Nella cappella venne posta la tela di santa Orsola eseguita da Andrea Previtali.

#### Cappella dei Santi Pietro e Paolo
La cappella fu costruita per volere della famiglia di Antonio Boschi detta de Calcinatis di Ponteranica, e che, forse per mancanza di fondi, rinunciò a mantenere. Fu assegnata alla famiglia di Accorsino Carrara, con la commissione che fosse uguale a quella di sant'Antonio. La cappella fu distrutta nel 1680 con la rimozione delle lapidi sepolcrali, collocate poi, nel 1881, sullo scalone del Palazzo della Ragione. La cappella conserva la raffigurazione della Madonna del Parto. L'immagine della Vergine è presentata in piedi, in avanzato stato di gravidanza, volge lo sguardo a sinistra e tiene tra le mani un testo dove è possibile riconoscere alcuni passaggi del Magnificat. L'opera eseguita nella seconda metà del XIV secolo viene attribuita al Maestro della Madonna del Parto. La raffigurazione lombarda si differenzia da quella toscana nella postura della Madonna, qui posta quasi lateralmente e con un libro aperto, mentre i pittori toscani la raffiguravano sempre in posizione frontale, e con un libro chiuso. All'artista sono attribuiti altri affreschi presenti nella Cappella dell'Annunciata, come Santa Caterina d'Alessandria.

#### Cappella di Sant'Antonio
La cappella fu costruita nel 1471 da Antonio Roncalli, mercante di pezze di lana proveniente dalla Valle Imagna, che aveva abitato via Pignolo con le altre famiglie di mercanti, acquisendo il soprannome di Negro e Bragini. È registrato un suo lascito testamentario del 18 luglio 1479: pro dote capelle quam predictus testator fieri et costruit fecit in ipsa ecclesia sub vocabulo Sancti Antonii. Ancora visibile è lo stemma, affrescato nel 1480. Il sottarco della cappella è affrescato con le figure dei 12 patriarchi figli di Giacobbe, antenati delle 12 tribù d'Israele, pitture considerate della scuola di Antonio Boselli. Del 1511 sono le raffigurazioni dei profeti presenti nel sottarco eseguiti da Jacopino Scipioni che è qualificato testimone in un capitolo del medesimo anno.

## Persone illustri
Il convento fu anche un importante centro culturale e religioso, grazie alla presenza di personalità, fino a diventare nel 1647 la sede dell'Accademia degli Eccitati; successivamente ospitò le scuole di filosofia e teologia. I numerosi testi che erano presenti nella biblioteca sono conservati nella Biblioteca civica Angelo Mai.

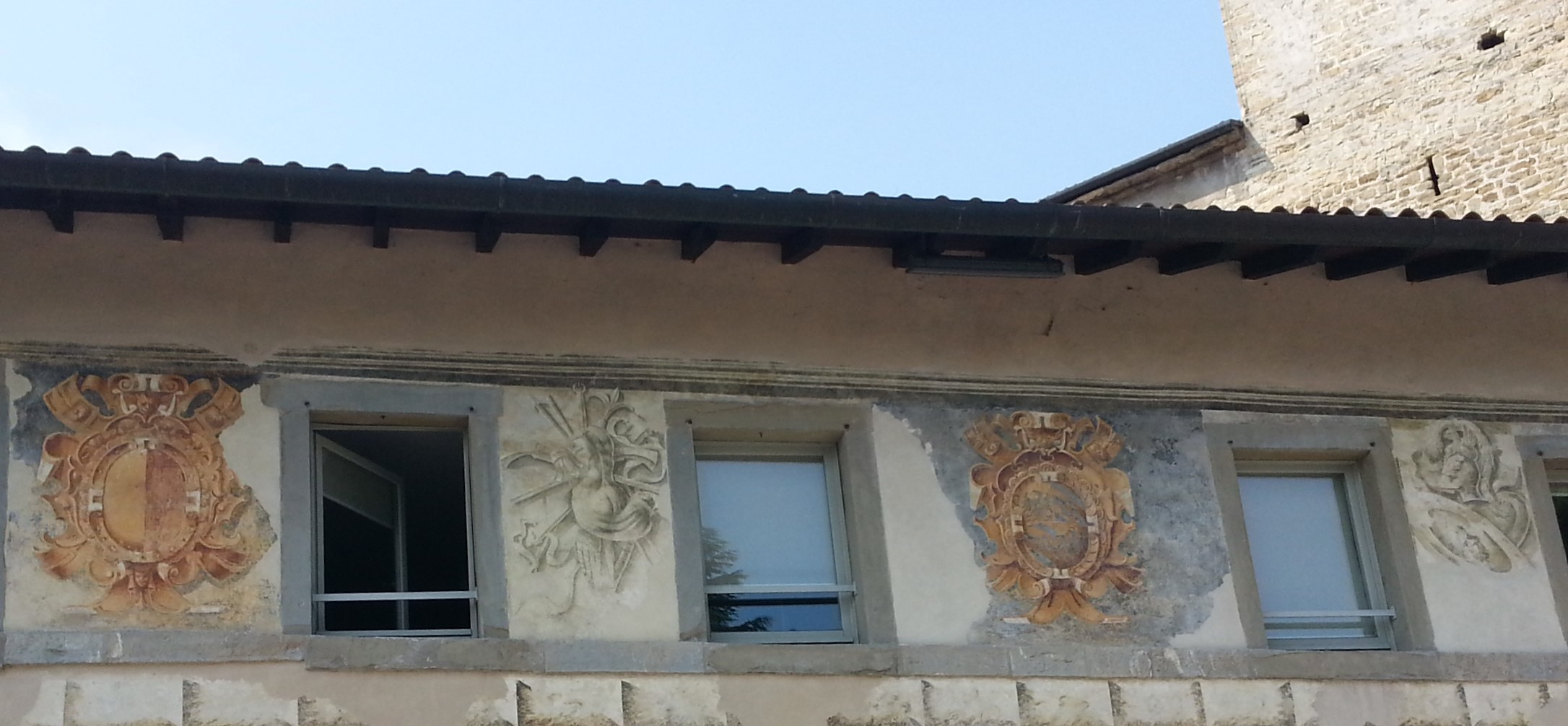
Stemmi sulla facciata delle casermette

Nel 1766 il padre Angelo Finardi, archivista del convento aveva iniziato un lavoro di riordino di tutta la documentazione e degli atti che vi erano conservati, ma pochi anni dopo, nel 1797 con la soppressione del cenobio e della chiesa tutti i beni vennero consegnati al demanio. Le scritture vennero affidate al Pio luogo del Conventino, che dopo averne fatto un primo riordino dividendo i documenti per argomento nell'800, nel 1971 li depositò all'Archivio di Stato di Bergamo. Fu l'archivista Gianfranco Alessandretti a catalogare i documenti seguendo le indicazioni del libro Indice dei libri e scritture del venerando convento di sant'Agostino di Bergamo di Tommaso Verani.
Il volume, composto di 400 pagine, era stato scritto da Tommaso Verani, e si è ben conservato. La raccolta era stata fatta dividendo i documenti in quattro sezioni contrassegnate dalle prime lettere dell'alfabeto. Il primo contiene i rotoli di pergamena dal 1102 al 1600. Nella seconda sezione vi sono i lasciti e i testamenti, i censi e i livelli dal 1612 al 1719, gli estimi che indicano le parti distrutte del convento per la costruzione delle mura. La terza sezione contiene gli atti processuali relativi a liti che riguardano il convento. La documentazione risulta essere più ricca di quanto ci si aspettasse.
Tra i personaggi si ricorda:
- Giovanni Rocco Porzi (de') (1389 - 1461)
- Agostino Cazzuli (1423 ca. - 1495)
- Benigno Peri (1425 ca./prima metà del XV sec. - 1497)
- Jacopo Filippo Foresti (1434 - 1520)
- Ambrogio Calepio, detto Calepino (1435 - 1509/1510)
- Donato Calvi (1613 - 1678)
- Angelo Finardi (1636 - 1706)
- Tommaso Verani